# Vetenskapsåret 1724

## Händelser

### Allmänt
- 28 januari - Sankt Petersburgs vetenskapsakademi grundas av Peter I av Ryssland.[1]
- Okänt datum - Fattiga riddare uppfinns av värdshusvärden Joseph French i New York.

## Födda
- 8 juni - John Smeaton (död 1792), engelsk ingenjör.
- 21 juni - Erik Gustaf Lidbeck (död 1803), svensk botaniker, en av Linnés lärjungar.
- 10 juli - Eva Ekeblad (död 1786), svensk vetenskapsman och första kvinnan i Kungliga Vetenskapsakademin.
- 14 augusti - Christian Johan Berger (död 1789), dansk läkare.
- 27 september - Anton Friedrich Büsching (död 1793), tysk geograf.
- Marie Anne Victoire Pigeon (död 1767), fransk matematiker.
- Jane Colden (död 1766), amerikansk botaniker.

## Avlidna
- 10 mars – Urban Hjärne, svensk kemist och geolog.
- 1 juli – Johann Baptist Homann, tysk geograf och kartritare.
- Okänt datum – Nils Celsius, svensk astronom.

### Fotnoter
1. ↑  General information about the Academy (på ryska)